# غيرهارت باوم
غيرهارت باوم (28 أكتوبر 1932 – 15 فبراير 2025) هو محامي وسياسي ألماني، ولد في 28 أكتوبر 1932 في درسدن في ألمانيا. نشط حزبياً في الحزب الديمقراطي الحر. وقد انتخب وزير الداخلية الاتحادي ‏ (8 يونيو 1978 – 17 سبتمبر 1982) وانتخب سكرتير برلماني في ألمانيا ‏ وانتخب عضو في البوندستاغ الألماني خلال فترته النيابية ‏ (13 ديسمبر 1972 – 13 ديسمبر 1976).

## وصلات خارجية
- الموقع الرسمي
- غيرهارت باوم على موقع IMDb (الإنجليزية)
- غيرهارت باوم على موقع مونزينجر (الألمانية)
- غيرهارت باوم على موقع ميوزك برينز (الإنجليزية)
- غيرهارت باوم على موقع ديسكوغز (الإنجليزية)
- غيرهارت باوم على موقع قاعدة بيانات الفيلم (الإنجليزية)